# 伊吉勒阿里區

36°20′N 4°28′E / 36.333°N 4.467°E
伊吉勒阿里區（阿拉伯语：‎），是阿爾及利亞的行政區，位於該國北部，由貝賈亞省負責管轄，首府設於伊吉勒阿里，面積270平方公里，2008年人口24,089，人口密度每平方公里89人。